# Backen und Banken
Backen und Banken bedeutet in der vergangenen Seemannssprache „Zum Essen kommen!“ auf dem Schiff.
„Back“ ist an Bord ein Tisch, „Aufbacken“ heißt also: den Tisch zum Essen decken. Entsprechend ist die „Backschaft“ die aufbackende, also den Tisch deckende und servierende Mannschaft.
„Aufbanken“ bedeutet, dass die Feuer unter den kohlebeheizten Dampfkesseln so eingerichtet werden, dass sie ohne Aufsicht bis zum nächsten Morgen weiterbrennen. Die Feuerungen werden von der Schlacke befreit. Glut wird mit frischer Kohle bedeckt und die Luftzufuhr so eingestellt, dass die Glut sich durch die frische Kohle so langsam frisst, dass am nächsten Morgen das Feuer sofort bei Luftzufuhr brennt und, auch sehr wichtig, dass der Kesseldruck nicht sehr weit fällt.
Diese Bezeichnungen gibt es aber nur noch bei den Kriegsmarinen sowie auf Segel- und anderen Sportbooten. Bei der Deutschen Marine ist „Backen und Banken“ ein gebräuchlicher Befehl an Bord. Bei der zivilen Seefahrt bedeutet das „Abendbrot“ und „Maschine fertig, Maschine bleibt standby in dreißig Minuten“.